# Rikken Kokumintō

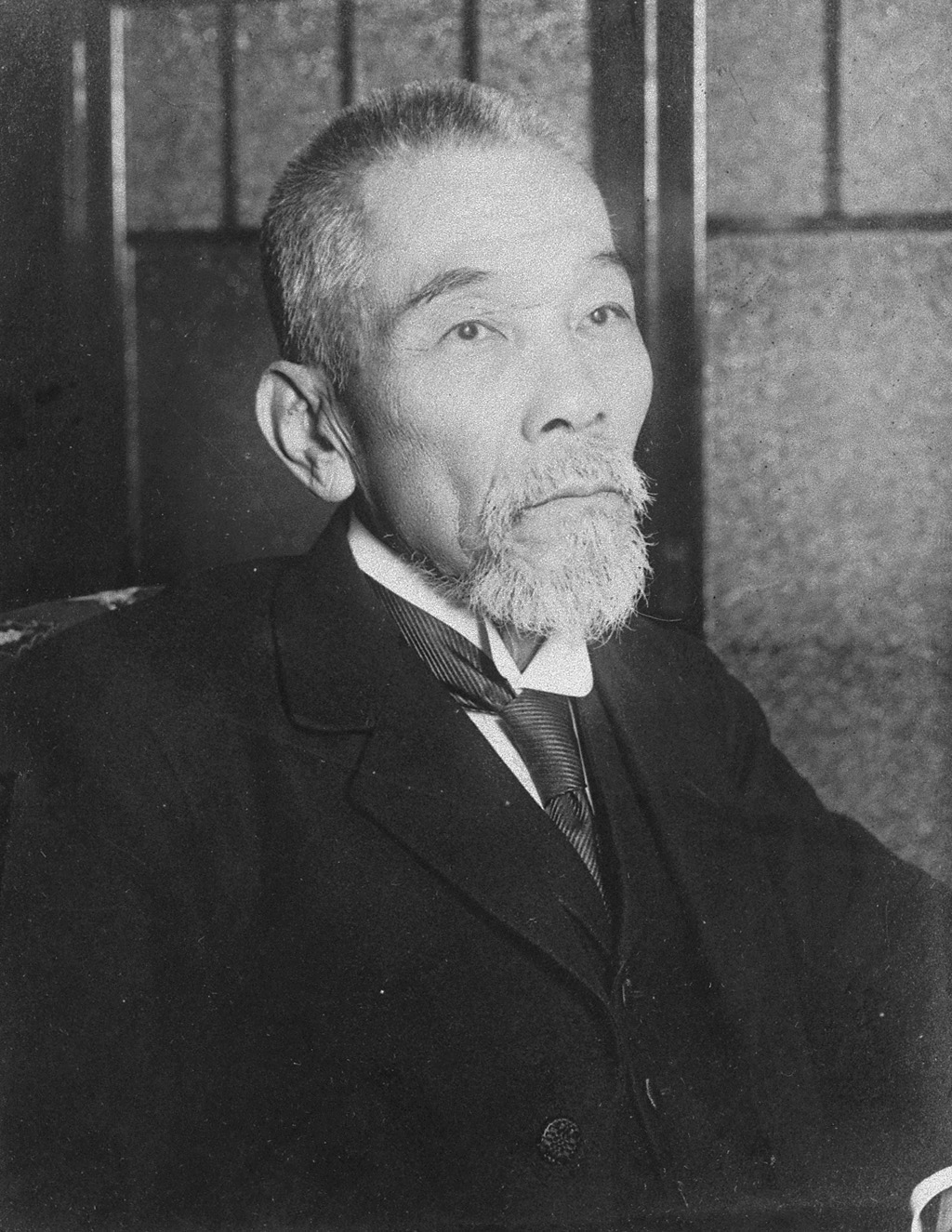
Tsuyoshi Inukai, le fondateur du Rikken Kokumintō

Le Rikken Kokumintō (立憲国民党, Rikken Kokumintō, Parti Constitutionnel Nationaliste) était un parti politique japonais de l'ère Meiji. Il était également nommé Kokumintō.
Le Kokumintō fut fondé en mars 1910, par une fusion du Kensei Hontō avec un certain nombre de petits partis politiques de la Diète, et était présidé par Tsuyoshi Inukai. Le parti préconisait une constitution et un cens électoral basé sur le suffrage universel des hommes adultes et l'augmentation des dépenses pour la Marine impériale japonaise. Il avait une position forte contre la puissance et l'influence du Genrō et l'oligarchie de Meiji.
En janvier 1913, environ la moitié des membres du parti ont déserté pour rejoindre le Rikken Dōshikai fondé par Tarō Katsura. Lors de l'élection générale de 1920, le parti est parvenu à maintenir seulement 29 sièges. En septembre 1922, il fut dissous, et ses anciens membres ont formé le noyau du Kakushin Kurabu.